# Провулок Мистецький (Черкаси)
'Прову́лок Мистецький — провулок в Черкасах, в мікрорайоні Кривалівка.

## Розташування
Простягається між вулицями Різдвяною та Юрія Іллєнка, утворюючи два повороти, тобто простягається у вигляді зигзагу.

## Опис
Провулок асфальтований, з вигляду нагадує під'їзд до висотного будинку. На провулку знаходяться всього 3 номери — №№ 1, 3 та 4. Під № 3 знаходиться Черкаська дитяча школа мистецтв.

## Походження назви
Провулок утворений 1959 року і названий на честь легендарного радянського льотчика Миколи Гастелло.
У 2022 була подана петиція про зміну назви провулку. Вона набрала достаню кількість голосів і була розглянута Черкаською міською радою. Рішенням від 29.09.2022 №30-11 було ухвалено провулок перейменувати на Мистецький.